# Poder popular

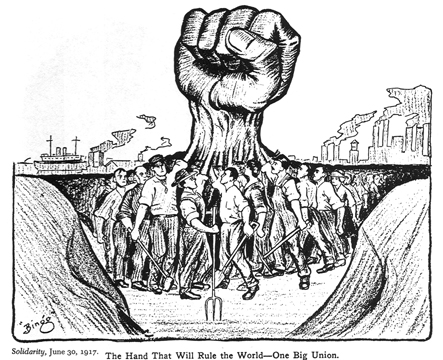
Caricatura publicada en la revista Solidaridad de Trabajadores Industriales del Mundo (IWW) el 30 de junio de 1917.

El poder popular es un concepto que implica el ejercicio efectivo por parte del pueblo organizado de manera democrática y participativa de los distintos aspectos de su vida común. Este concepto es usado por izquierdistas y por algunos socialistas libertarios.

## En la izquierda
El poder popular es una propuesta para la construcción del socialismo mediante un modelo de democracia participativa y protagónica en la que se sustentaría la organización del Estado socialista.
Se basa en la voluntad general (soberanía popular) y consiste en dos ejercicios, el directo y el indirecto:
1. El primero es la transferencia de competencias desde el gobierno a la comunidad organizada en consejos locales electos en asambleas populares.
2. El segundo es a través del sufragio, tanto para la elección de representantes a las distintas instancias del poder popular, como para la toma de decisiones trascendentales en los diversos tipos de referéndum disponibles en cada legislación nacional.

### Nueva sociedad
Busca establecer nuevas relaciones humanas, nuevas relaciones sociales y nuevas relaciones políticas, para el desarrollo de un nuevo modelo de sociedad, de un nuevo modelo político y de un nuevo modelo de Estado, fundamentado en la visión ética e ideológica del socialismo. Cambio éste que, sostienen no comenzará en el mismo momento en que se tome el aparato del Estado, sino que será progresivo transformando la democracia representativa, en poder popular, y finalmente en socialismo (representada en la consigna «creando poder popular, rumbo al socialismo»). Así pretenden repetir el proceso de aprendizaje, ensayo y error, que habría consolidado el paso del feudalismo al capitalismo, sin tener que pasar por experiencias históricas traumáticas o despóticas.

### Gérmenes de socialismo
Para construir el poder popular el guevarismo postula desarrollar «los gérmenes de socialismo» que se encontrarían presentes en el pueblo. La construcción teórica del poder popular tiene entonces que atender las expectativas, las aspiraciones y los valores presentes en los sectores populares, quienes sufrirían en mayor grado los efectos más indeseados de la explotación y la dominación capitalista, así el socialismo sólo adquirirá sentido y representará la solución a estos problemas de los oprimidos y excluidos si logra resolverlos. En caso contrario, se estaría sólo cambiando una forma de dominación por otra.

## En el socialismo libertario
En el socialismo libertario éste se enfoca en la autonomía de la población, incluso frente al poder estatal.